# Сінгер (Луїзіана)
Сінгер (англ. Singer) — переписна місцевість (CDP) в США, в окрузі Борегард штату Луїзіана. Населення — 303 особи (2020).

## Географія
Сінгер розташований за координатами 30°39′4″ пн. ш. 93°24′42″ зх. д. / 30.65111° пн. ш. 93.41167° зх. д. (30.651199, -93.411720).  За даними Бюро перепису населення США в 2010 році переписна місцевість мала площу 17,99 км², уся площа — суходіл.

## Демографія
Згідно з переписом 2010 року, у переписній місцевості мешкало 287 осіб у 108 домогосподарствах у складі 79 родин. Густота населення становила 16 осіб/км².  Було 123 помешкання (7/км²).
Расовий склад населення:
| - 93,7 % — білих - 2,1 % — корінних американців - 2,1 % — чорних або афроамериканців |

До двох чи більше рас належало 1,7 %. Частка іспаномовних становила 2,8 % від усіх жителів.
За віковим діапазоном населення розподілялося таким чином: 26,5 % — особи молодші 18 років, 60,6 % — особи у віці 18—64 років, 12,9 % — особи у віці 65 років та старші. Медіана віку мешканця становила 38,8 року. На 100 осіб жіночої статі у переписній місцевості припадало 103,5 чоловіків;  на 100 жінок у віці від 18 років та старших — 102,9 чоловіків також старших 18 років.
Середній дохід на одне домашнє господарство  становив 54 480 доларів США (медіана — 65 181), а середній дохід на одну сім'ю — 54 480 доларів (медіана — 65 181). За межею бідності перебувало 18,8 % осіб, у тому числі 61,0 % дітей у віці до 18 років та 0,0 % осіб у віці 65 років та старших.
Цивільне працевлаштоване населення становило 330 осіб. Основні галузі зайнятості: освіта, охорона здоров'я та соціальна допомога — 32,7 %, транспорт — 29,4 %, виробництво — 27,6 %.